# Barrio Casa Rosada
Barrio Casa Rosada es un barrio ubicado en el municipio de Famaillá, departamento Famaillá, provincia de Tucumán, Argentina. Se encuentra ubicado al oeste de Famaillá, sobre la ruta provincial 324 que la comunica al sur con Teniente Berdina.

## Población
Cuenta con 1141 habitantes (Indec, 2010), lo que representa un incremento del 10 % frente a los 1,037 habitantes (Indec, 2001) del censo anterior.
| Gráfica de evolución demográfica de Barrio Casa Rosada entre 1991 y 2010 |
|                                                                          |
| Fuente: Censos nacionales del INDEC                                      |

- Datos: Q5548276